# Esther López Barceló
Esther López Barceló (Alacant, 1983) és una política i professora valenciana, diputada a les Corts Valencianes entre 2011 i 2015 per Esquerra Unida (EUPV). Va nàixer a Alacant, filla de l'escriptor i professor d'història, Gabriel López Mingot, i de la poeta i professora de llengua i literatura castellana, Adriana Barceló Mira. Va viure fins a l'edat adulta al barri alacantí del Pla del Bon Repòs i va cursar els seus estudis de secundària a l'IES Jaume II.
Llicenciada en Història, amb l'especialització d'arqueologia a la Universitat d'Alacant, Esther López va participar en la primera exhumació de fosses comunes dins d'un cementeri a Almansa el 2004. La seua sensibilitat cap a les víctimes del franquisme és la raó que l'ha duta a escriure el llibre Testimonio de la memoria (2011) editat per l'Associació Guerra, Exili i Memòria Històrica del País Valencià (AGE-PV), de la qual ella és cofundadora. Va ser una de les organitzadores juntament amb l'exguerriller Francisco Martínez López, Quico, de les primeres jornades de recuperació de la memòria històrica en el camp de concentració d'Albatera (Sant Isidre, Alacant).
Políticament, Esther López Barceló milita a EUPV i en forma part de l'executiva com a responsable de Confluència, també és responsable de Memòria Democràtica a Izquierda Unida Federal. L'any 2009 va ser triada Responsable de les Joventuts d'IU i a més va ser candidata d'Izquierda Unida (IU) a les Eleccions Europees de 2009 en què no va obtindre suficients vots per ser eurodiputada. A les autonòmiques de 2011 va formar part de les llistes d'EUPV per Alacant i va aconseguir l'acta de diputada a les Corts Valencianes.
Durant la VIII Legislatura de Les Corts Valencians va obtindre dos guardons per la seua tasca parlamentària: el 2012 va obtindre La Tuerka de Oro —premi organitzat pel programa de televisió de Tele-K dirigit per Pablo Iglesias Turrión— pel millor discurs parlamentari femení i el 2014 als XXIII Premis Túria de la Cartelera Túria.
Esther López, durant la VIII legislatura de les Corts Valencianes, va protagonitzar diverses denuncies contra la presumpta corrupció del Partit Popular. El 2014 va presentar davant la Fiscalia del Tribunal Superior de Justícia de la Comunitat Valenciana una denúncia contra Juan Cotino per les decisions que va adoptar quan era conseller de Benestar Social sobre les places residencials de la tercera edat les quals suposadament van beneficiar l'empresa de la seua família. El mateix any va presentar una denuncia contra Sergio Blasco per una presumpta trama de corrupció relacionada amb hospitals al Perú, per la qual el nebot de l'exconseller de Solidaritat i exdiputat popular en les Corts, Rafael Blasco, hauria «teledirigit» la construcció de diversos hospitals al Perú, amb l'anomenat «model Alzira», comptant amb els servicis d'empreses espanyoles adjudicatàries de la Generalitat i amb la Fundació del centre sanitari «com a pantalla». El mateix any va presentar la primera proposició de llei de Memòria Democràtica que es proposava a les Corts Valencianes.
Posteriorment, va ser directora del gabinet del regidor de l'Àrea de Govern d'Economia i Hisenda de l'Ajuntament de Madrid Carlos Sánchez Mato, fins que va obtindre una plaça de professora interina a València el 2017. Durant eixe temps va coordinar diverses accions polítiques com ara el primer informe d'impacte de gènere en els Pressupostos Municipals de Madrid, o l'elaboració d'un decret de clàusules socials per a la contractació pública.
El 2017 va publicar un llibre d'entrevistes als protagonistes polítics dels anomenats «ajuntaments del canvi» que van aconseguir el govern de les principals ciutats del país als comicis municipals de 2015. L'obra es titulà La conquista de las ciudades
El juliol de 2018 va ser la responsable de presentar a les Corts Generals una proposició de llei de memòria democràtica junt amb el coordinador d'IU, Alberto Garzón, i representants d'associacions memorialistes.
Al novembre de 2018 va contraure matrimoni amb Ignacio Blanco, amb qui ja mantenia una relació de diversos anys.
És autora de l'assaig El arte de invocar la memoria. Anatomía de una herida abierta. València: Barlin Libros, 2024.